# Zielona Góra (Pojezierze Kaszubskie)
Zielona Góra (kaszb. Zélonô Góra) – wzniesienie pasma morenowych Wzgórz Szymbarskich (265,6 m n.p.m.), położone w kierunku zachodnim od Kartuz na obrzeżach Kaszubskiego Parku Krajobrazowego.